# Yiinthi
Yiinthi is een geslacht van spinnen uit de  familie van de Sparassidae (jachtkrabspinnen).

## Soorten
- Yiinthi anzsesorum Davies, 1994
- Yiinthi chillagoe Davies, 1994
- Yiinthi gallonae Davies, 1994
- Yiinthi kakadu Davies, 1994
- Yiinthi lycodes (Thorell, 1881)
- Yiinthi molloyensis Davies, 1994
- Yiinthi spathula Davies, 1994
- Yiinthi torresiana Davies, 1994